# A-12 (攻撃機)
A-12 AvengerII (ATA)
　A-12の完成想像図
- 用途：艦上攻撃機
- 製造者：ジェネラル・ダイナミクス社（主契約）/マクドネル・ダグラス社
- 運用者：アメリカ海軍・アメリカ海兵隊・アメリカ空軍（いずれも予定）
- 生産数：モックアップ1機のみ
- 運用状況：　計画中止

A-12はマクドネル・ダグラス社とジェネラル・ダイナミクス社がアメリカ海軍向けに共同開発していたステルス艦上攻撃機である。愛称はAvenger II（アヴェンジャーII）。
A-6 イントルーダーの後継として開発計画が進められていたが、1991年に開発中止となった。アメリカ海軍が計画した最初の、そしてF-35C JSF（ライトニングII）が開発・配備されるまでは唯一のステルス機であり、2017年の時点では最後に計画された純粋な攻撃機である。

## 開発
アメリカ空軍が極秘に開発した世界初のステルス機、F-117 ナイトホークの性能が実用に足るものであるという結果を受け、アメリカ海軍は旧式化したA-6の後継機として、艦上ステルス攻撃機の開発を決定する。この開発計画はATA (AdvancedTacticalAircraft:先進技術攻撃機) と名付けられ、設計競争にはジェネラル・ダイナミクス社とマクドネル・ダグラス社の協同チームと、ノースロップ社・グラマン社・ヴォート社の三社協同チームが計画案をそれぞれ提出した。1987年末、海軍当局はATAの選定結果をジェネラル・ダイナミクス社とマクドネル・ダグラス社の協同案にすると発表、同時に形式を「A-12」とする事を決定した。翌年1月にはジェネラル・ダイナミクス社とマクドネル・ダグラス社の共同開発チームに全規模（フルスケール）開発用機6機の製作が発注され、これを受けて開発作業が開始された。
機体の設計と共に、マクドネル・ダグラス社とジェネラル・ダイナミクス社の両社はニックネームの選考を行い、「アヴェンジャー（Avenger）」を最終的に選考した。元々「Avenger（復讐者、仇討ちの意）」とはグラマン社が第二次世界大戦中に開発した艦上攻撃機であるTBF/TBMのニックネームであったが、2社はこれに拘った。理由は、当時のアメリカ合衆国大統領、ジョージ・H・W・ブッシュが第二次世界大戦中にTBM アヴェンジャーに搭乗し、硫黄島の戦いなどに参加した経歴があったためである。グラマン社は自社の歴史的名機の名前を他社の開発した機体に用いられることに難色を示したが、海軍当局の要請もあって最終的には許諾した。　
ATAの要求水準は非常に高いものであったため、機体構造へ用いる複合材料の開発や合成開口レーダーを筆頭とする電子装備の開発が難航し、コストの上昇が決定的であることが開発を担当した2社からアメリカ海軍に通告された。さらに、複合材料の機体設計では艦上機としての要求強度を満たせないことが判明し、軽量性の低い金属材料へと材質が変更された。これにより、機体重量の約30%の増加と更なるコストの増大をもたらす事になり、当初のままの開発期間内に予定されていた予算規模で開発を行うことは両社が危機的状況に陥る可能性が高いとの見解を伝えた。これに対し、アメリカ海軍は極秘とされていたATAのアウトラインを意図的にリークし、計画案に基づき制作されたモデルの写真を発表して広報効果による予算の確保を目指した。

### 開発中止

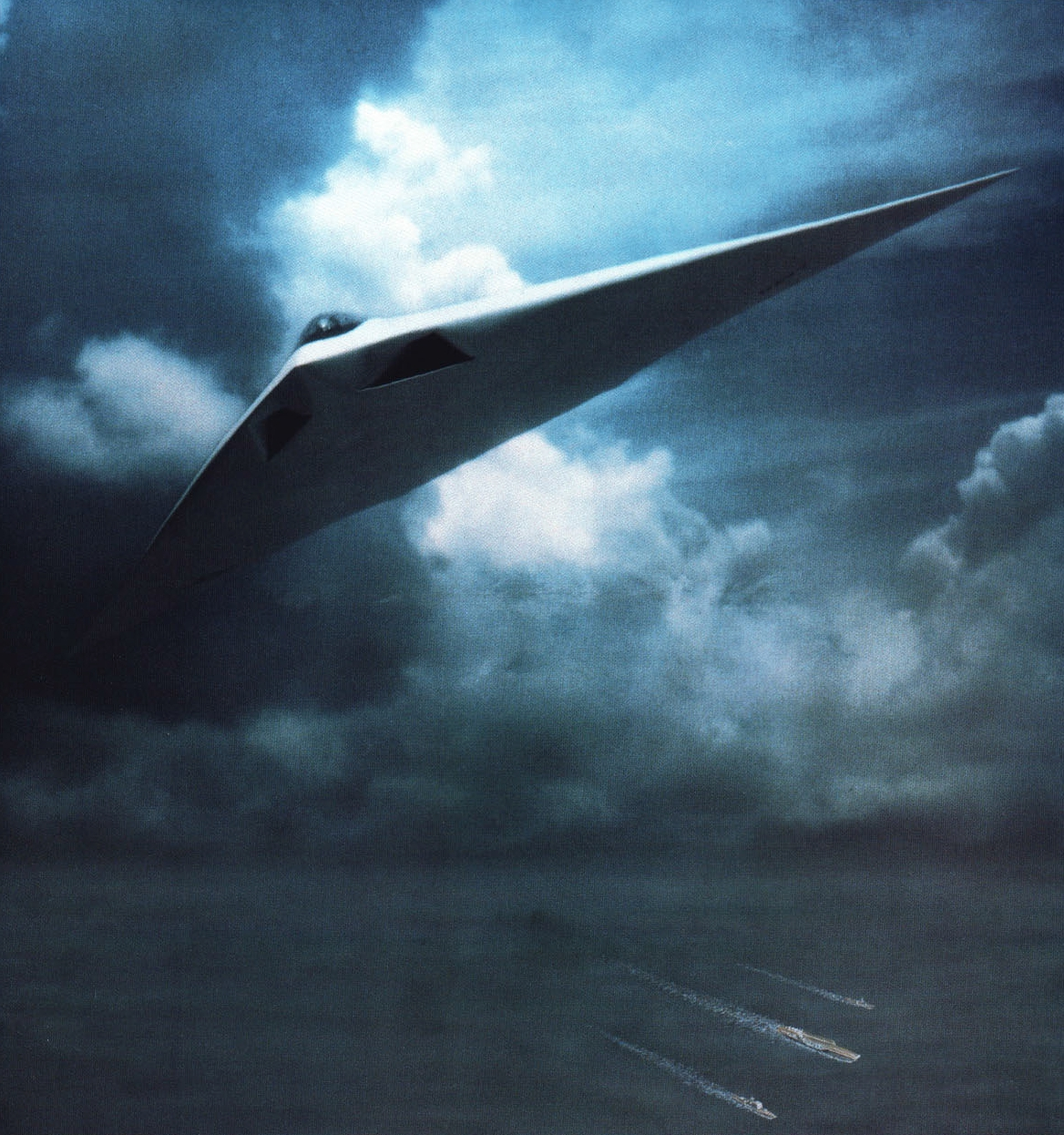
計画中止の直前にアメリカ国防総省が発表した完成予想図

しかし、冷戦後の世界的軍縮の流れの中では意図したほどの支持は得られず、アメリカ国防総省は海軍向け620機と海兵隊向け230機余に加え、アメリカ空軍にも約400機のATAを配備して三軍統合の次期主力攻撃機とする計画を立案したが、この計画案に基づいて空軍向けの仕様を盛り込んだことは、機体の総重量を更に増加させた上に海軍型としての発展余裕を失わせてしまい、海軍型ATAの完成すら流動的となったため、計画は二転三転した。既に投資されている47億ドル（当時1990年1月の日米為替相場では、約6,800億円余）という開発経費はこの時点で当初の予定額を10億ドル以上も上回っており、1機あたりの生産コストも9,500万ドルを超えることが確実となった。更に、このまま順調に開発が進んだとしても初飛行は1年以上遅延する事が判明し、更なるコストの上昇は避けられない状況にあった。1991年1月、チェイニー国防長官はATAの全面中止を発表した。
ATA計画の中止の責任をとり、海軍の上級将校4人が責任を問われるかたちで退役に追い込まれた。また、計画の中止とそれに伴う受注の消滅、さらに後述の国費返還請求訴訟の費用はマクドネル・ダグラス社の経営を悪化させ、ボーイング社に吸収合併される原因の一つとなった。
代替案として計画されていたA-6の近代化改修型（A-6F）計画も予算問題で試作機のみに終わったため、アメリカ海軍／海兵隊向けの次期艦上攻撃機としては、戦闘機と攻撃機双方の任務を兼用できる“多用途任務機（マルチロール機）”であるF/A-18の拡大発展型であるF/A-18E/Fが開発され、実戦配備された。

### その後
後に、アメリカ連邦政府はA-12の開発にあたって「アメリカ海軍の契約停止のプロセスが正当に行われていたならばこれほどの予算を浪費することなく開発計画を中止できたはずである」として、ジェネラル・ダイナミクスとマクドネル・ダグラスの2社に対して過大に支払われた開発費用の返還を求める国費返還請求の訴訟を行った。裁判の結果、アメリカ海軍による契約停止プロセスは正当に行われていたと認められたものの、2009年6月2日、連邦巡回区控訴裁判所は2社に対して13億5,000万ドルと契約解消となった1991年以降の延滞利息の支払いを命じる判決を言い渡した。両社は上訴し、2010年9月、最高裁判所にて開かれた意見陳述で「計画のキャンセルは不当であり、開発費用の増大は軍当局が国防機密を盾に必要な情報を提供しなかったことが原因であり、当社に直接の責任はない」との主張を展開、2011年5月には最高裁判所は控訴裁判所へ判決差戻しを命じた。最終的には2014年5月にジェネラル・ダイナミクスとマクドネル・ダグラスを吸収合併したボーイング社の両社が2億ドルずつ、計4億ドルを返還することで合意した。
結果的にA-12の開発は莫大な予算を浪費しただけに終わってしまい、1機の試作機も完成することなく計画は中止された。また、「三軍統合」という形で航空機の開発計画を進めることは計画の失敗と予算の浪費を生むだけである、というF-111で味わったはずの経験を重ねることとなった。しかし、A-12の開発に当たって、複合材料による機体構造や小型機載合成開口レーダー等の各種の新型電子機器、何よりも海軍初のステルス艦上機の開発といった各種の技術開発の経験を得たことは、後にJSF（Joint Strike Fighter：統合打撃戦闘機計画）の開発に当たって大いに活かされることになり、ATA計画はアメリカの軍用機開発上の大きな資産となった、との評価もある。
開発計画に伴って製作された実物大のモックアップは、1996年6月にテキサス州フォートワースのフォートワース海軍航空・予備役合同基地で一般公開された後、隣接するジェネラル・ダイナミクス社（現ロッキード・マーティン社）フォートワース工場）の敷地内に保管されており、露天で保管されているためにGoogleMap他の航空写真に写っていることで有名であった。2011年にはキャノピーのみがeBayに売りに出され、2012年まで出品されていた。2013年6月、このモックアップはフォートワースの北東区域にあるフォートワース・ミーチャム国際空港に隣接する退役軍人記念航空公園（Veterans Memorial Air Park、後に「フォートワース航空博物館」と改称）に移され、以後はこの博物館の展示品となっている。
この他、開発時に検討用に製作された縮小模型がテキサス州ダラスにある最先端航空博物館(英語版)に収蔵・展示されている。

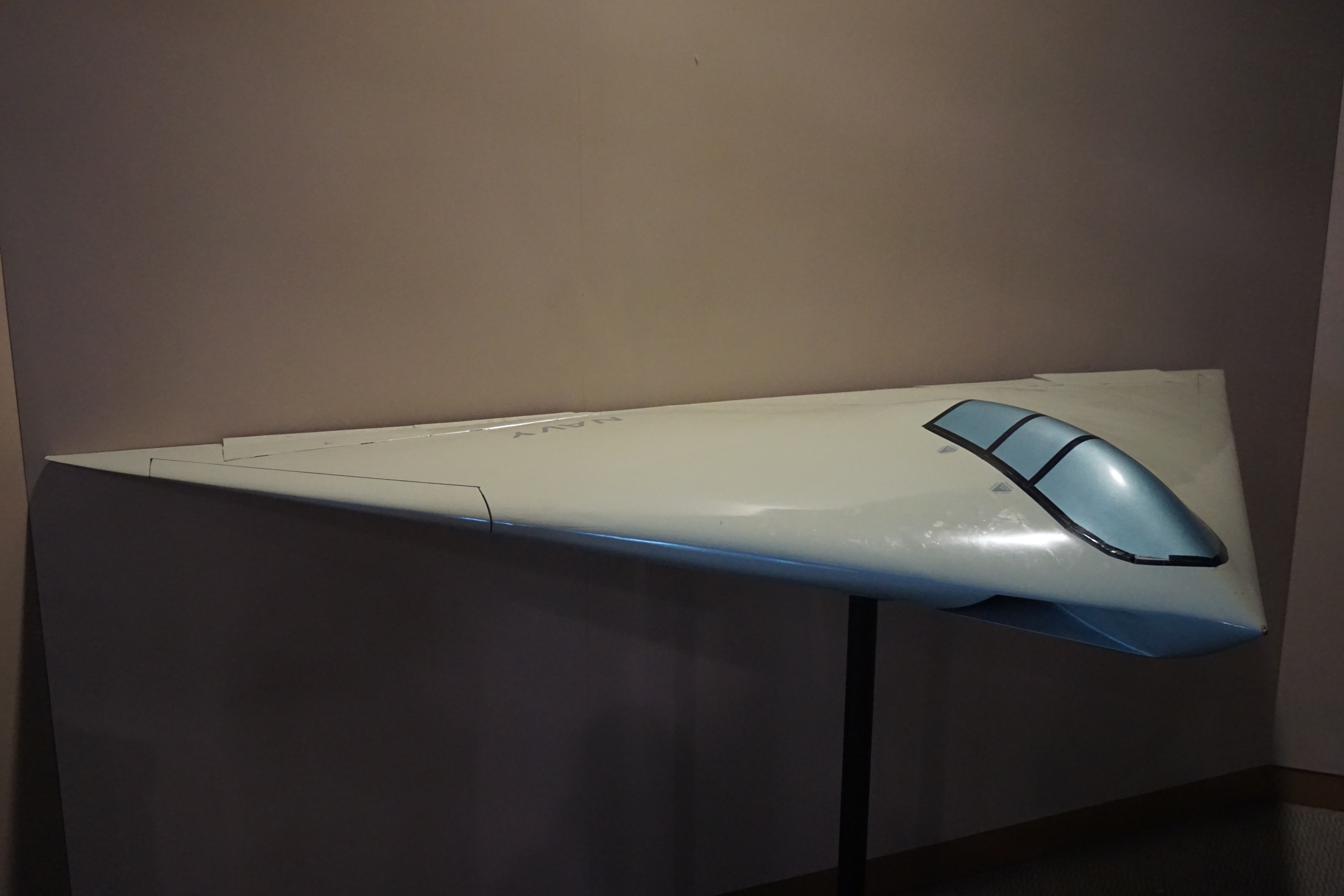
最先端航空博物館(英語版)に展示されているA-12の模型
（2015年12月12日撮影）

## 機体

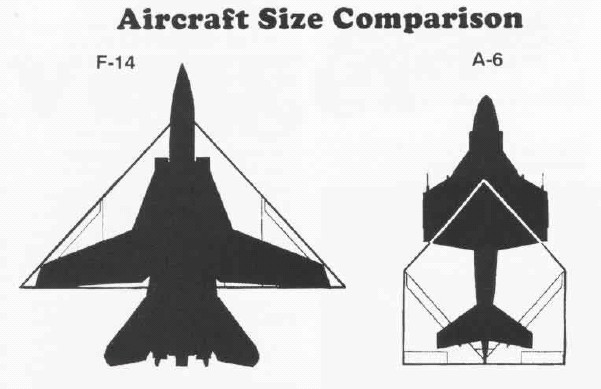
F-14及びA-6との比較図

A-12は制式番号が与えられて公式のニックネームも決定していたが、試作機の製作以前に開発が中止されたため、実機は製作されていない。
アメリカ海軍当局が公表した各種資料と実物大のモックアップによれば、A-12はB-2でも実現できなかった完全なデルタ形状の全翼機で、開発現場では「空飛ぶドリトス」というニックネームもあった。兵装を始めすべての装備を機体内に収納する方式のステルス機であり、縦列複座配置のコックピットを有していた。また、翼は中央部から上方に折りたたみが可能で、全翼配置としたために機体全長は既存の艦載機に比べはるかに短いものとなるとしていた。

## 諸元（計画値）
- 全長:11.35 m

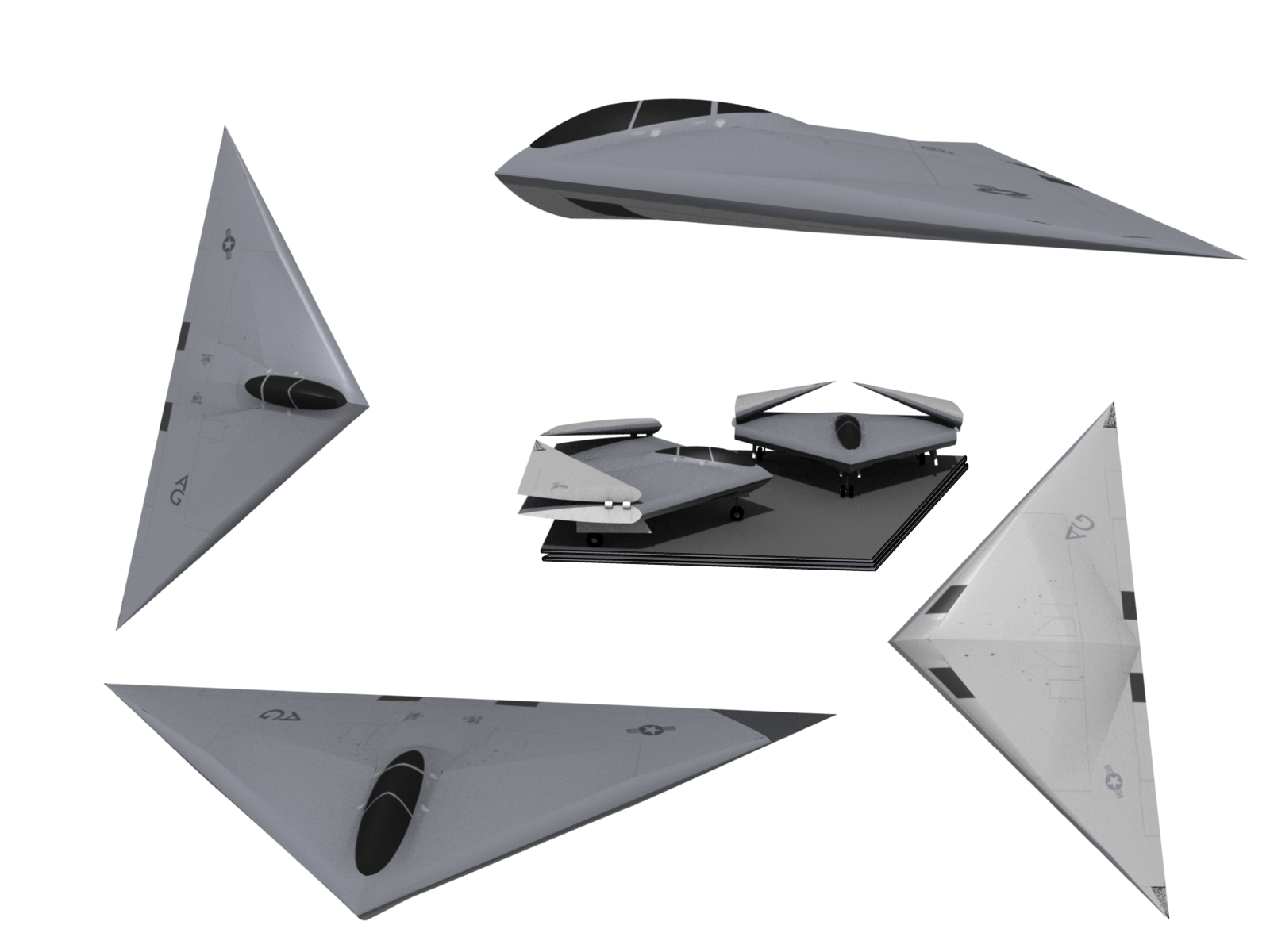
A-12 予想図

- 全幅:21.42 m / 11.1 m（主翼折畳時）
- 全高:3.44 m
- 翼面積:121.6 m2
- 前翼前縁後退角:48 度
- 主翼後縁後退角:0 度
- 空虚重量:17,706 kg (39,000 lb)
  - 最大離陸重量:39,990 kg (88,000 lb)
- エンジン:GE F412-GE-400 ターボファンエンジン 2基
  - エンジン推力:58 kN (5,916 kgf) ×2
- 最大速度:928 km/h
- 戦闘行動半径:1,700 km (920 nm)
- 兵装:レーザー誘導爆弾及び各種空対地ミサイル、AIM-9及びAIM-120 AMRAAM 空対空ミサイル
  - 兵装搭載量:各種最大 2,268 kg (5,000lb)
  - 固定武装:搭載を予定
- 乗員:2名

## 登場作品
『第二次太平洋戦争』（大石英司）中央公論新社　C★NOVELS（文庫版：徳間書店）
下巻のクライマックスに登場。東京都心に侵入しある特殊任務を行う。
『神の獣』（巴啓祐）モーニングKCデラックス
大阪にて怪獣オーガに対し攻撃を行う。
『大戦略シリーズ』（システムソフト・アルファー）